# 河村金五郎

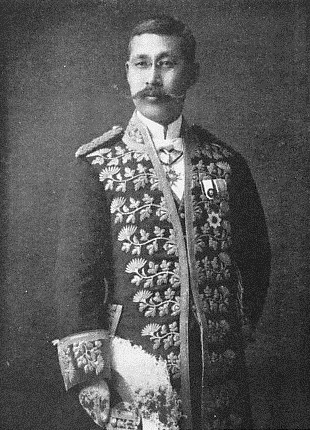
河村金五郎

河村 金五郎（かわむら きんごろう、明治2年8月13日（1869年9月18日） - 昭和16年（1941年）3月29日）は、宮内官僚、枢密院書記官長。

## 経歴
津山藩士河村弘貞の長男として生まれる。1894年（明治27年）に東京帝国大学法科大学を卒業。内務省参事官を経て、1897年（明治30年）に枢密院書記官に任命された。その後、法制局参事官や行政裁判所評定官などを兼ねた。1908年（明治41年）、枢密院書記官長に昇進し、1910年（明治43年）には宮内次官も兼任した。1913年（大正2年）からは枢密院書記官長を辞し、宮内次官専任となった。1915年（大正4年）、退官。
退官後は日本郵船の監査役を務めた。墓所は多磨霊園。

## 栄典
- 1910年（明治43年）12月26日 - 勲三等瑞宝章[7]
- 1911年（明治44年）6月13日 - 旭日中綬章[8]
- 1916年（大正5年）1月19日 - 勲二等旭日重光章[9]

## 親族
- 杉孫七郎 - 妻松子の父。
- 広瀬久忠 - 長女陸子の夫。